# 乌尔丽克·霍尔默

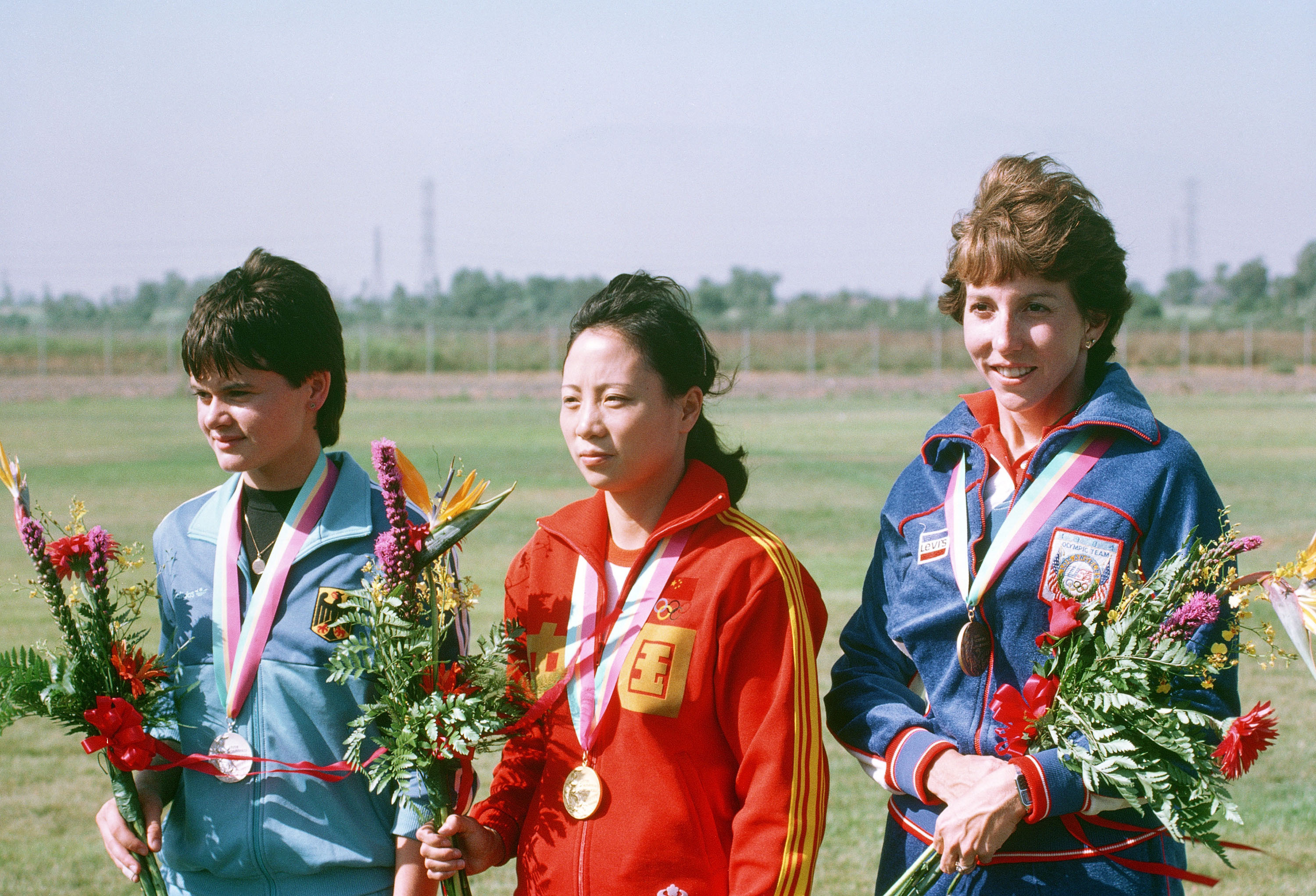
攝於1984年夏季奥林匹克运动会，左一為乌尔丽克·霍尔默

乌尔丽克·霍尔默（德語：Ulrike Holmer，1967年10月6日—），德国女子射击运动员。她曾代表西德参加1984年夏季奥林匹克运动会射击比赛，获得女子50米步枪三姿银牌。